# Pro Patria et Libertate Unione degli Sports Bustesi 1934-1935
Questa voce raccoglie le informazioni riguardanti la Pro Patria et Libertate nelle competizioni ufficiali della stagione 1934-1935.

## Stagione
Si dimette il presidente Luigi Cozzi. La società è in piena crisi e viene affidata al commissario straordinario rag. Francesco Castiglioni, già presidente della Pro Patria-Sezione Ginnastica.
L'andamento della stagione è altalenante, probabile conseguenza della crisi del settore tessile a seguito dei dazi doganali imposti all'Italia per gli acquisti di cotone, materia prima lavorata dalle molte tessiture presenti a Busto Arsizio e circondario.
Nel campionato di Serie B 1934-1935 a sedici squadre per salvarsi bisogna arrivare nelle prime otto. Le ultime otto retrocederanno nella Serie C frutto della trasformazione e riduzione dell'ex Prima Divisione.
La Pro Patria si piazza quattordicesima con 15 punti. Scende perciò nella nuova Serie C, terzo livello del calcio nazionale della stagione 1936-1937.

## Rosa
| N. |                   | Ruolo | Calciatore        |
| -- | ----------------- | ----- | ----------------- |
|    | Italia (bandiera) | D     | Giuseppe Arnoldi  |
|    | Italia (bandiera) | A     | Carlo Azzimonti   |
|    | Italia (bandiera) | C     | Mario Bona        |
|    | Italia (bandiera) | A     | Gennaro Bonsanto  |
|    | Italia (bandiera) | D     | Ernesto Borra     |
|    | Italia (bandiera) | C     | Gastone Cazzaniga |
|    | Italia (bandiera) | A     | Mario Ceriani     |
|    | Italia (bandiera) | D     | Mario Crenna      |
|    | Italia (bandiera) | A     | Elpidio Coppa     |
|    | Italia (bandiera) | C     | Mario Crespi      |
|    | Italia (bandiera) | D     | Fabio Del Bianco  |
|    | Italia (bandiera) | P     | Natale Erbinovi   |
|    | Italia (bandiera) | C     | Angelo Giani      |

| N. |                   | Ruolo | Calciatore           |
| -- | ----------------- | ----- | -------------------- |
|    | Italia (bandiera) | C     | Giuseppe Lombardini  |
|    | Italia (bandiera) | D     | Pio Mara             |
|    | Italia (bandiera) | A     | Emilio Massironi     |
|    | Italia (bandiera) | C     | Cesare Pellegatta    |
|    | Italia (bandiera) | A     | Giuseppe Pinciroli   |
|    | Italia (bandiera) | C     | Pietro Poccardi      |
|    | Italia (bandiera) | C     | Alfonso Rogora       |
|    | Italia (bandiera) | C     | Antonio Severi       |
|    | Italia (bandiera) | P     | Bonifacio Smerzi     |
|    | Italia (bandiera) | A     | Pietro Giovanni Toja |
|    | Italia (bandiera) | C     | Gustavo Tremolada    |
|    | Italia (bandiera) | D     | Pasquale Viganò      |
|    | Italia (bandiera) | P     | Umberto Vivian       |

## Risultati

### Serie B (girone A)

#### Girone di andata
| Arbitro: | Galeati (Bologna) |

|           |           |             |
| Croce 88’ | Marcatori | 33’ Arnoldi |

| Arbitro: | Beraldi (Oneglia) |

|           |           |               |
| Coppa 21’ | Marcatori | 16’ 48’ Savio |

| Arbitro: | Bertolio (Torino) |

|                      |           |           |
| Biagi 62’ Franci 90’ | Marcatori | 40’ Coppa |

| Arbitro: | De Sanctis (Roma) |

|                |           |           |
| Del Bianco 76’ | Marcatori | 88’ Preti |

| Pavia 4 novembre 1934 5ª giornata | Pavia              | 0 – 0 | Pro Patria | Stadio Comunale\| Arbitro: \| Pecchiura (Torino) \| |
| Arbitro:                          | Pecchiura (Torino) |       |            |                                                     |

| Arbitro: | Galeati (Bologna) |

|              |           |  |
| Poccardi 74’ | Marcatori |  |

| Arbitro: | Conticini (Firenze) |

|                                                    |           |              |
| Romano 5’ 19’ (rig.) 36’ Rizzotti 51’ Versaldi 71’ | Marcatori | 10’ Poccardi |

| Arbitro: | Mazza (Genova) |

|                   |           |  |
| Subinaghi 14’ 20’ | Marcatori |  |

| Arbitro: | Ghetti (Modena) |

|              |           |             |
| Azimonti 73’ | Marcatori | 31’ Cornara |

| Arbitro: | Brunelli (Bologna) |

|                     |           |            |
| Ratti 50’ Negri 65’ | Marcatori | 15’ Severi |

| Arbitro: | Salvagno (Trieste) |

|                                        |           |                 |
| Lombardini 57’ Coppa 75’ Pinciroli 87’ | Marcatori | 8’ Gerbi 65’ Re |

| Arbitro: | Pecchiura (Torino) |

|          |           |            |
| Coppa 8’ | Marcatori | 57’ Bodini |

| Arbitro: | Bertoli (Vicenza) |

|                                |           |  |
| Ottavi 32’ (rig.) Giordani 61’ | Marcatori |  |

| Arbitro: | Mastellari (Bologna) |

|                       |           |              |
| Del Bianco 76’ (rig.) | Marcatori | 67’ Scategni |

| Arbitro: | Gondola (Monfalcone) |

|  |           |            |
|  | Marcatori | 4’ Gerbini |

#### Girone di ritorno
| Arbitro: | Bertone (Bassano del Grappa) |

|                                                      |           |            |
| Severi 11’ Pellegatta 15’ 36’ Coppa 45’ Azimonti 74’ | Marcatori | 20’ Arneri |

| Arbitro: | Carnevali (Roma) |

|           |           |                       |
| Savio 65’ | Marcatori | 80’ (rig.) Del Bianco |

| Busto Arsizio 3 marzo 1935 18ª giornata | Pro Patria     | 0 – 0 | Viareggio | Stadio Comunale\| Arbitro: \| Zallone (Bari) \| |
| Arbitro:                                | Zallone (Bari) |       |           |                                                 |

| Arbitro: | Salvagno (Trieste) |

|             |           |  |
| Pomponi 54’ | Marcatori |  |

| Arbitro: | Conticini (Firenze) |

|                                                            |           |                                    |
| Ceriani 7’ Bonsanto 10’, 41’ Azimonti 36’ Coppa 71’ (rig.) | Marcatori | 34’ Buzzoni 45’ Perini 57’ Robotti |

| Vercelli 31 marzo 1935 21ª giornata | Seregno           | 0 – 0 | Pro Patria | Stadio Leonida Robbiano\| Arbitro: \| Bertolio (Torino) \| |
| Arbitro:                            | Bertolio (Torino) |       |            |                                                            |

| Arbitro: | Corradini (Bologna) |

|              |           |            |
| Azimonti 58’ | Marcatori | 84’ Romano |

| Arbitro: | Zelocchi (Modena) |

|               |           |                                    |
| Massironi 34’ | Marcatori | 5’ (aut.) Crenna 77’ 82’ D'Alberto |

| Arbitro: | Borghetti (Ancona) |

|             |           |  |
| Cornara 69’ | Marcatori |  |

| Arbitro: | Mazza (Genova) |

|                            |           |  |
| Pinciroli 16’ Bonsanto 51’ | Marcatori |  |

| Arbitro: | Salvatori (Roma) |

|                                 |           |  |
| Ferretti 8’ Re 40’ Ferretti 51’ | Marcatori |  |

| Arbitro: | Gamba (Napoli) |

|                            |           |               |
| Bodini 6’ 24’ Nicolini 82’ | Marcatori | 38’ Pinciroli |

| Arbitro: | Ghetti (Modena) |

|  |           |             |
|  | Marcatori | 48’ Martini |

| Arbitro: | Gianni (Pisa) |

|                         |           |  |
| Libonatti 73’ Gobbi 78’ | Marcatori |  |

| Arbitro: | Pasinati (Venezia) |

|                                        |           |  |
| Scarabello 19’ Sabatini 47’ Andrei 62’ | Marcatori |  |